# Romola Garai
Romola Sadie Garai (Hong Kong, 6 de agosto de 1982) es una actriz de cine y teatro británica.

## Biografía
Romola Garai vivió entre Singapur y Hong Kong hasta los 8 años, momento que emigró con su familia al Reino Unido, concretamente a Wiltshire. A los 16 años se trasladó a Londres, donde estudió en la City of London School for Girls y formó parte del National Youth Theatre (teatro nacional juvenil).
Su carrera como actriz comenzó en el año 2000 trabajando en varias producciones televisivas, pero su gran oportunidad llegó en 2002 cuando obtuvo un papel en la película Nicholas Nickleby, adaptación de un clásico de Charles Dickens. En la película de 2003 I Capture the Castle ella realizó el papel de la chica de 17 años, Cassandra Mortmain, gracias al cual obtuvo muy buenas críticas y fue nominada al premio a la actriz revelación de los British Independent Film Awards.
En 2004 protagonizó Dirty Dancing 2 a pesar de no tener experiencia en el baile antes de empezar el rodaje. A continuación, participó junto con la actriz Reese Whiterspoon en Vanity Fair (La feria de las vanidades) dirigida por Mira Nair y basada en una novela del siglo XIX escrita por William Makepeace Thackeray.
En 2005 obtuvo el premio a la mejor actriz secundaria del Círculo de Críticos de Cine de Londres por su papel en la película independiente Inside I'm Dancing y, al año siguiente, aparece como la amiga de Scarlett Johansson en la película de Woody Allen, Scoop.
Gracias al papel protagonista en la miniserie de televisión Emma, una adaptación cinematográfica de la novela homónima de Jane Austen, recibió un nominación a la mejor actriz en una miniserie o película para televisión en los Globos de Oro 2011.

## Filmografía

### Cine
- 2000: The Last of the Blonde Bombshells, dirigida por Gillies MacKinnon.

- 2002: Nicholas Nickleby, dirigida por Douglas McGrath.
- 2003: I Capture the Castle (El castillo soñado), Tim Fywell.
- 2004: Dirty Dancing 2 (Dirty Dancing: Havana Nights), dirigida por Guy Ferland.
- 2004: Vanity Fair, dirigida por Mira Nair.
- 2004: Inside I'm Dancing (Bailo por dentro), dirigida por Damien O'Donnell.
- 2005: El sueño de una noche de San Juan, dirigida por Ángel de la Cruz y Manolo Gómez.
- 2006: Renaissance, dirigida por Christian Volckman.
- 2006: Scoop, dirigida por Woody Allen.
- 2006: As You Like It (Como gustéis), dirigida por Kenneth Branagh.
- 2006: Amazing Grace, dirigida por Michael Apted.
- 2007: Angel, dirigida por François Ozon.
- 2007: Atonement, dirigida por Joe Wright
- 2007: Running for River (cortometraje), dirigida por Angus Jackson.
- 2008: The Other Man (Crónica de un engaño), dirigida por Richard Eyre.
- 2009: Glorious 39, dirigida por Stephen Poliakoff.
- 2011: One Day, dirigida por Lone Scherfig.
- 2011: Junkhearts, dirigida por Tinge Krishnan.
- 2011: Babysitting (cortometraje), dirigida por Sam Hoare.
- 2011: Whitelands (cortometraje), dirigida por Immanuel von Bennigsen.
- 2013: The Last Days on Mars (largometraje), como la joven bióloga Rebecca Lane.
- 2020: Los niños de Windermere
- 2023: One Life, dirigida por James Hawes[1]
- 2024: La gran exclusiva, dirigida por Philip Martin[2]

### Televisión
- 2000: The Last of the Blonde Bombshells (película de televisión), dirigida por Gilles MacKinnon
- 2000: Attachments (serie de televisión).
- 2001: Perfect (película de televisión), dirigida por John Strickland.
- 2002: Daniel Deronda (miniserie de televisión), episodios 1x01-1x02-1x03.
- 2005: The Incredible Journey of Mary Bryant (miniserie de televisión), episodio 1x01.
- 2008: Great Performances (película de televisión), episodio 37x12.
- 2009: Emma (miniserie de televisión), 4 episodios.
- 2011: The Crimson Petal and the White (serie de televisión), 4 episodios.
- 2011: The Hour (serie de televisión), 6 episodios.
- 2017: Born to kill (Nacido para matar-serie de televisión),4 episodios.
- 2022: Vigil: Conspiración desde el aire (T2) (serie de televisión), 6 episodios